# Acquaforte

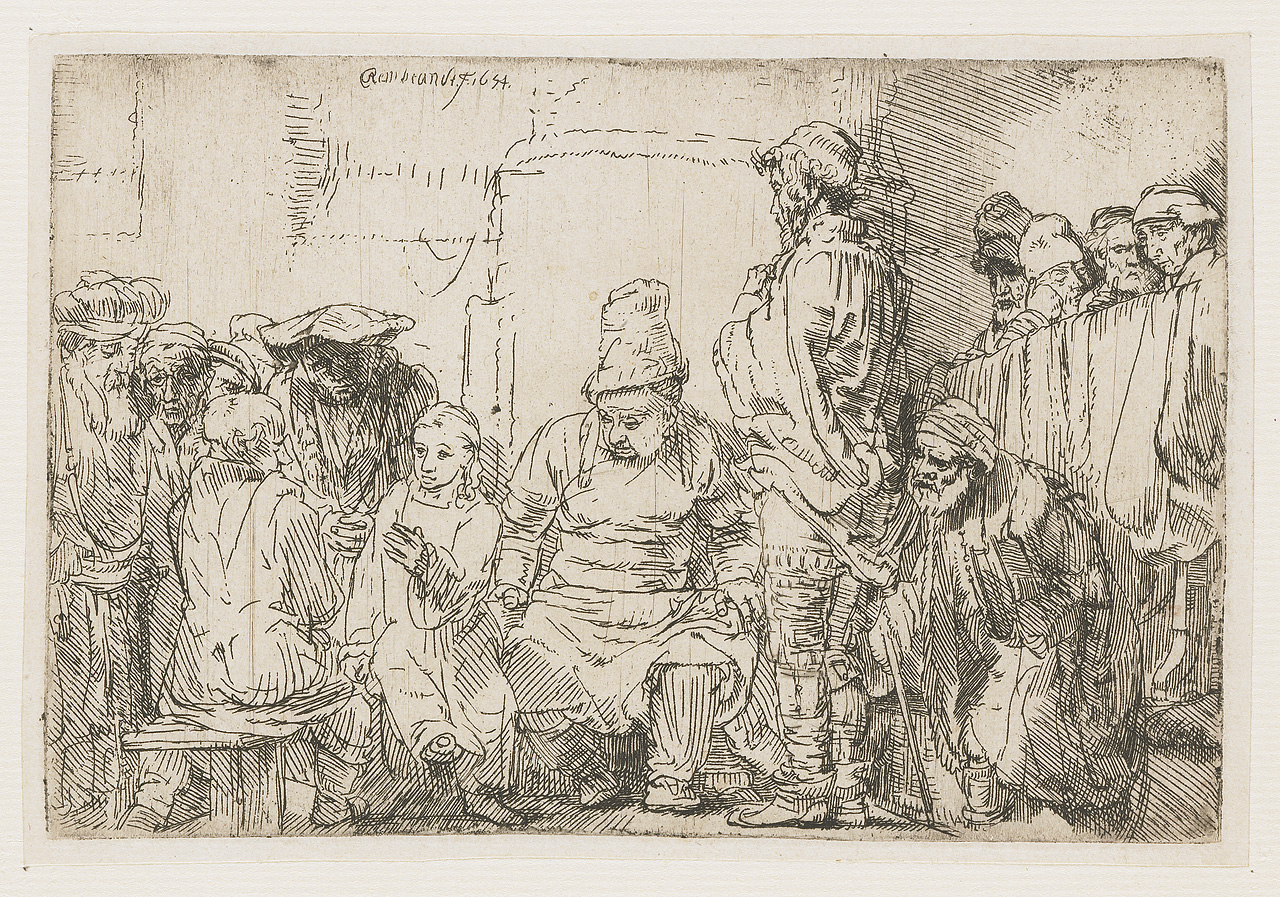
Gesù tra i Dottori, 1654. Acquaforte di Rembrandt, cm 9,5×14,3.

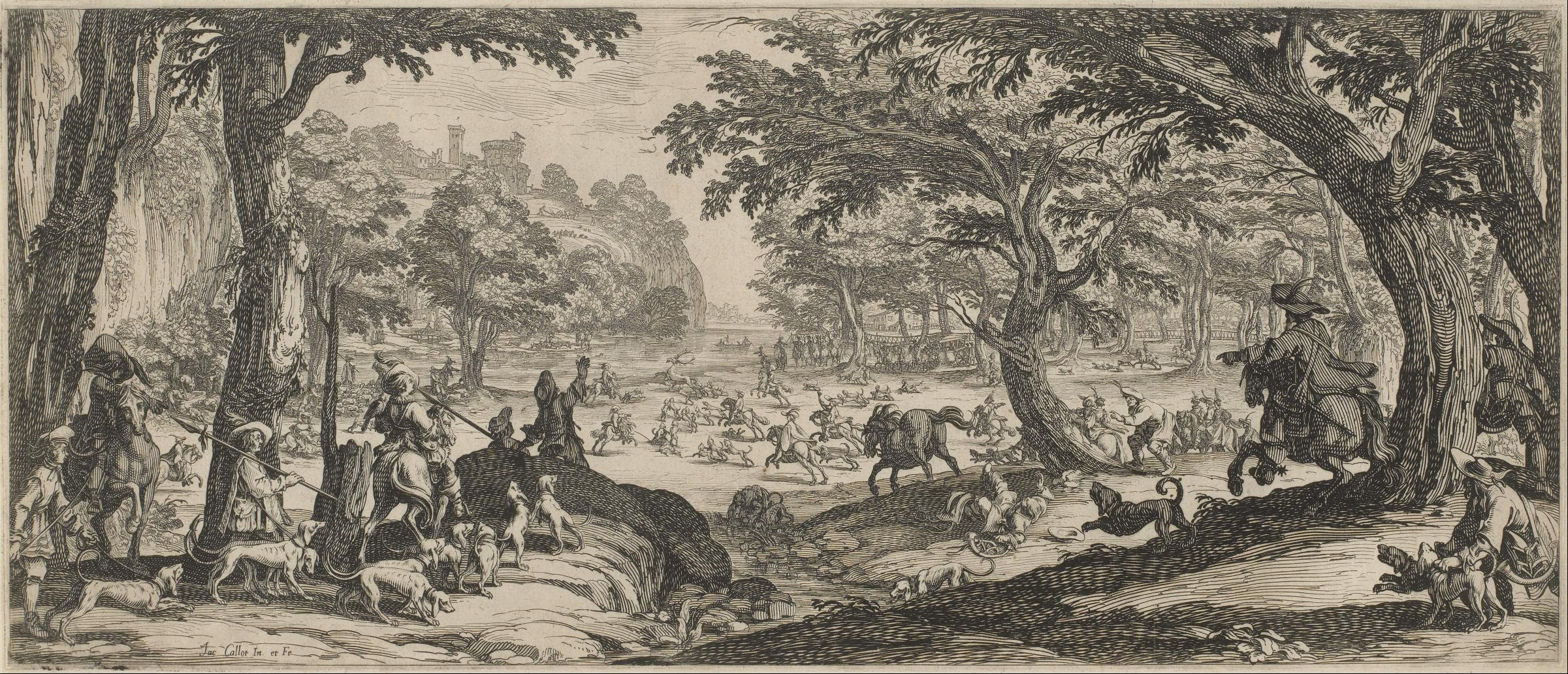
La grande caccia, 1619. Acquaforte di Jacques Callot, cm 20×46,7.

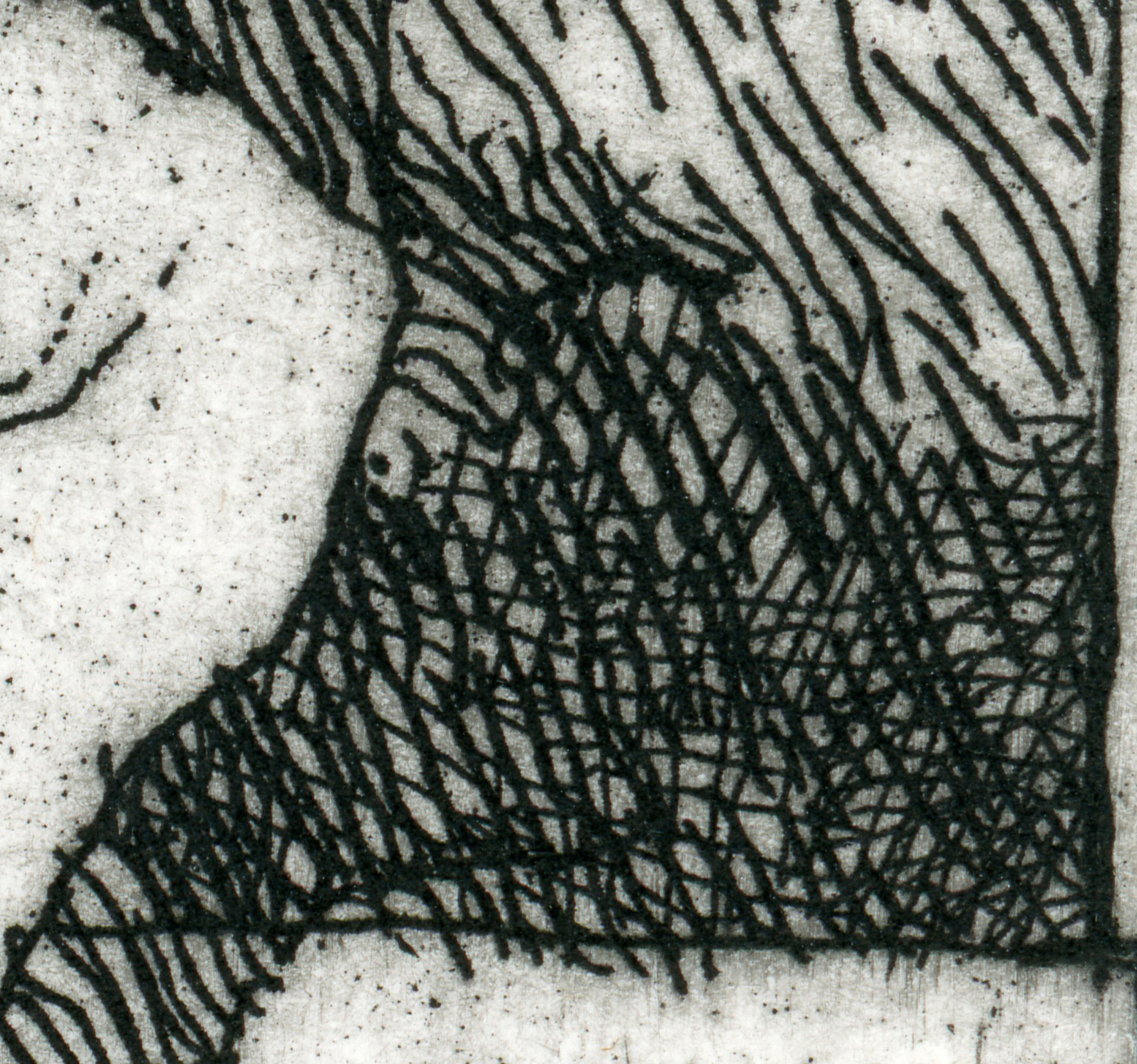
Tratti in acquaforte ingranditi otto volte.

L'acquaforte è una tecnica incisoria indiretta. Anticamente il termine (in latino aqua fortis) designava l'acido nitrico, detto anche mordente.

## Descrizione
La tecnica dell'acquaforte è nota fin da tempi antichi, quando veniva impiegata per incidere decorazioni sulle armi. Alcuni dei primi ad utilizzarla per le stampe d'arte sono stati Albrecht Dürer in Germania e il Parmigianino in Italia.
È una tecnica calcografica molto diffusa che consiste nel corrodere con un acido una lastra di metallo (zinco, di solito, oppure rame per grandi tirature, come nel passato), per trasporre su un supporto, con degli inchiostri, le immagini così formate (di norma su carta). La lastra (dello spessore necessario, 1/1,5 mm) viene ripulita e smussata sui bordi con carta smeriglio, poi sgrassata nella parte lucida con ovatta intrisa, per esempio, con bianco di Spagna (carbonato di calcio) sciolto in acqua.
Cosparsa in modo uniforme con un coprente a protezione dall'acido (cera, asfalto, gomma, mastice...), viene affumicata con delle candele. Quindi si incide il disegno nel materiale protettivo con una punta sottile (a mano libera o ripassando una bozza su carta decalcante chiara), per mettere a nudo il metallo in corrispondenza dei segni che appariranno sulla carta grazie all'inchiostratura.
Dopo averne cosparso di coprente la faccia posteriore, si inizia la morsura, che avviene immergendo la lastra in acido che la corroderà solo dove non protetta. La morsura può essere fatta a più riprese, scoprendo man mano le parti da incidere, per ottenere incisioni con profondità variabili. Giudicata completa la lastra, la si lava con un solvente (benzina o acquaragia). La stampa avviene al torchio calcografico su carte poco collate e appositamente inumidite, costipando la lastra di inchiostro grasso, trasferito per mezzo di un tampone di pelle, e scaldandola un poco per favorire la penetrazione della tinta nei solchi. Dopo averla ripulita nelle parti che dovranno risultare bianche sul foglio stampato, la lastra cederà alla carta soltanto l'inchiostro contenuto nelle parti incise.
La lastra può venire ritoccata, anche più volte a puntasecca o con ulteriori morsure, dopo una o più prove (prove di stato) fino a raggiungere gli effetti chiaroscurali desiderati o, come un tempo, aggiungendovi dei testi o delle didascalie.
Particolari su strumenti e tecniche sono nel classico trattato di Abraham Bosse (XVII secolo).

## Storia
Sembra pressoché certo che la tendenza ad incidere il metallo con acidi sia stata introdotta dagli armaioli con il preciso scopo di decorare armi e armature, e il primo a servirsi di questo metodo per ottenere una stampa si ritiene sia stato il tedesco Daniel Hopfer, di Augusta, in attività tra la fine del Quattrocento e i primi decenni del Cinquecento. La prima acquaforte di cui si possiede una datazione è quella realizzata dall'orafo svizzero Urs Graf nel 1513. Anche il celebre artista tedesco Albrecht Dürer incise un buon numero di acqueforti su lastre di ferro tra il 1515 e il 1519. In Italia, gli allievi del Parmigianino seguirono le indicazioni del maestro e raggiunsero un livello di grande maturità artistica e tecnica, come nel caso dell'Annunciazione di Federico Barocci, e nel giro di pochi decenni si misero in evidenza artisti come Guido Reni e il Guercino.
Nel Seicento l'acquaforte raggiunse un elevato livello di tecnica e di raffinatezza artistica, grazie al contributo di Rembrandt, con le sue oltre trecento incisioni. Anche il francese Jacques Callot e lo spagnolo José de Ribera si misero in evidenza in questo secolo, così come Antoon van Dyck. In Italia, nel XVIII secolo, soprattutto a Venezia, sorse una produzione di ottima qualità: basti ricordare la serie dei Capricci del Tiepolo, delle Vedute del Canaletto, nei quali all'abilità tecnica si associò una grande inventività mentre, in Europa, Francisco Goya raggiunse livelli di pregevole qualità.
Agli inizi dell'Ottocento, l'opera di Bartolomeo Pinelli chiuse un'epoca, quella dello specialismo, visto che in seguito l'acquaforte passerà nelle mani di artisti che vi si cimenteranno in modo saltuario. Nonostante questa perdita di interesse nei riguardi della tecnica, dopo la seconda metà dell'Ottocento l'acquaforte visse un breve e nuovo periodo di floridezza, soprattutto in Francia grazie a Edgar Degas, Édouard Manet e all'americano James Whistler.
Tra i rappresentanti di rilievo dell'arte del Novecento che si sono dedicati all'acquaforte vi sono Giuseppe Enzo Baglioni, Luigi Bartolini, Max Beckmann, Giovanni Boldini, Anselmo Bucci, Marc Chagall, Federica Galli, Giorgio Morandi, Edvard Munch, Pablo Picasso.

## Galleria d'immagini

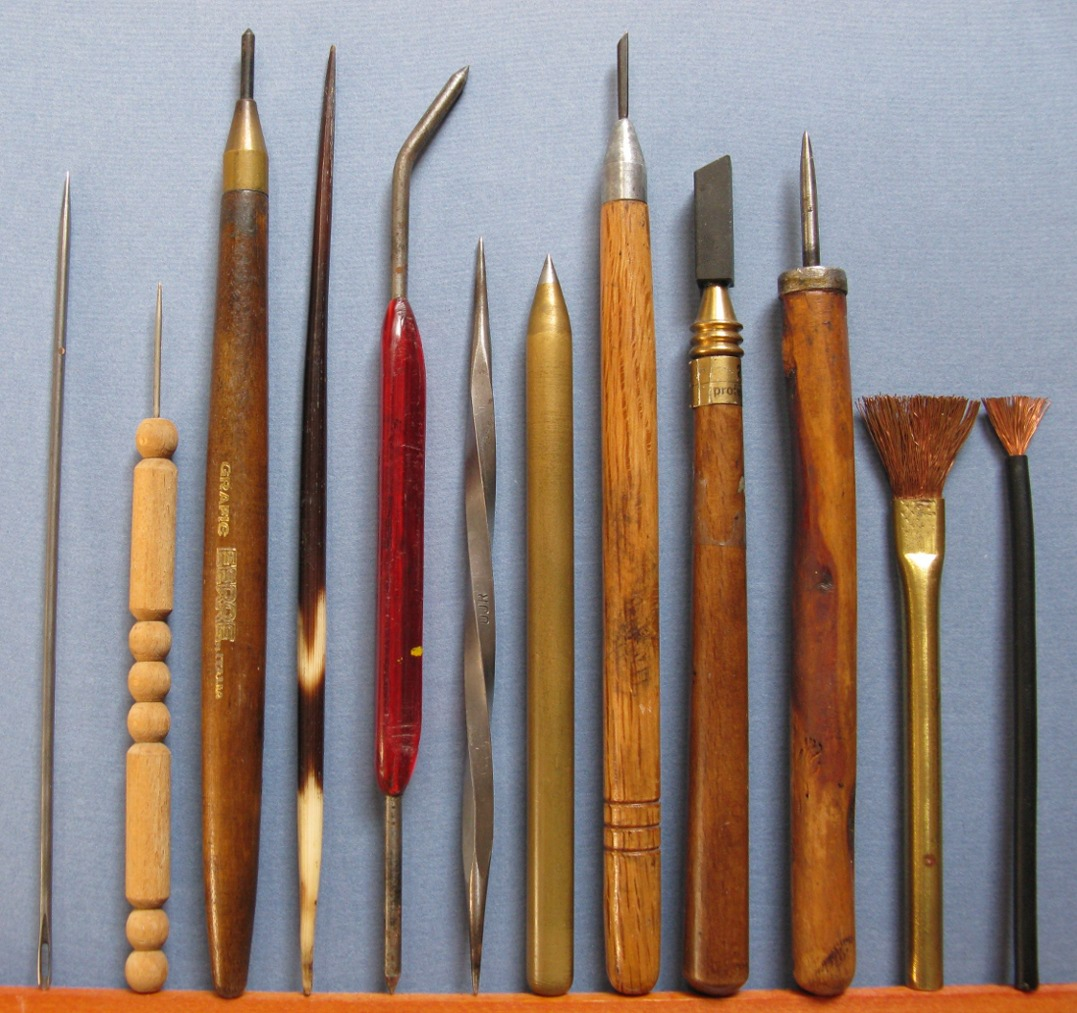
Punte ammanicate per l'incisione calcografica.
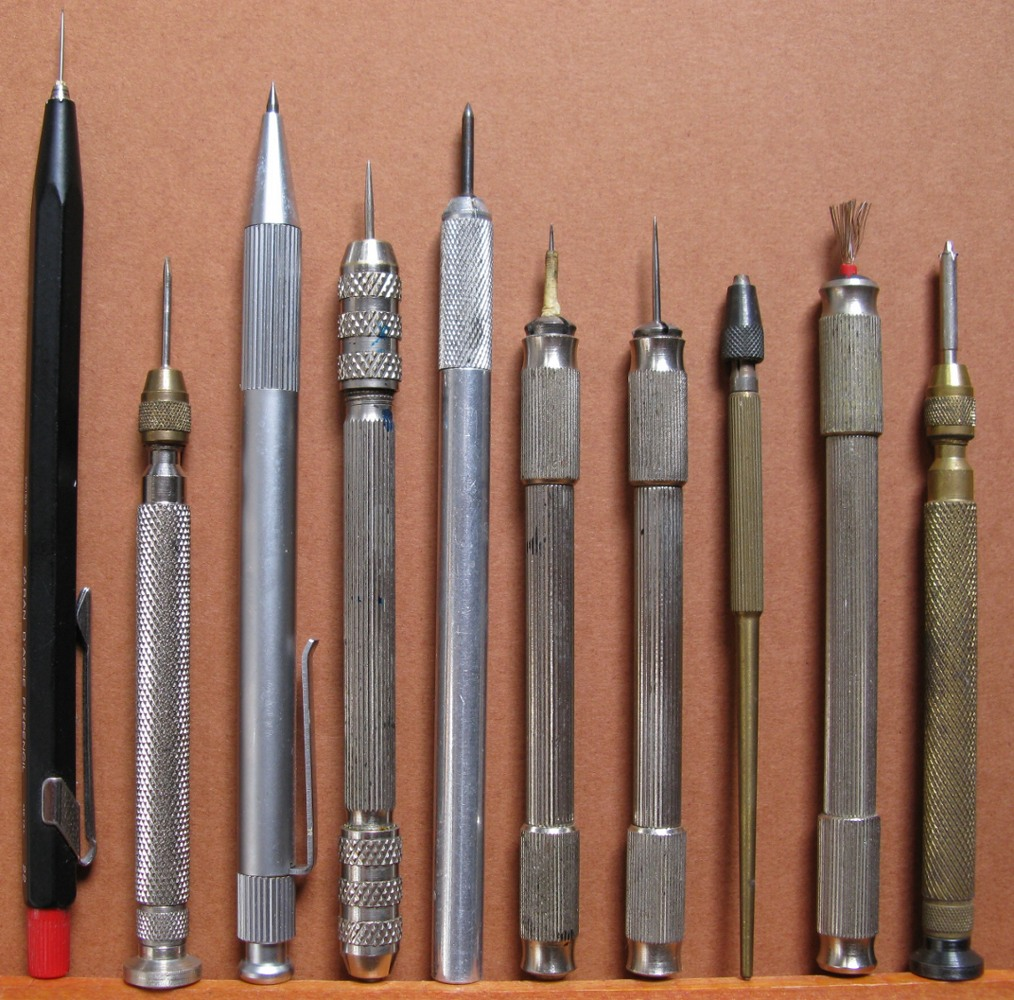
Portapunte per l'incisione calcografica.
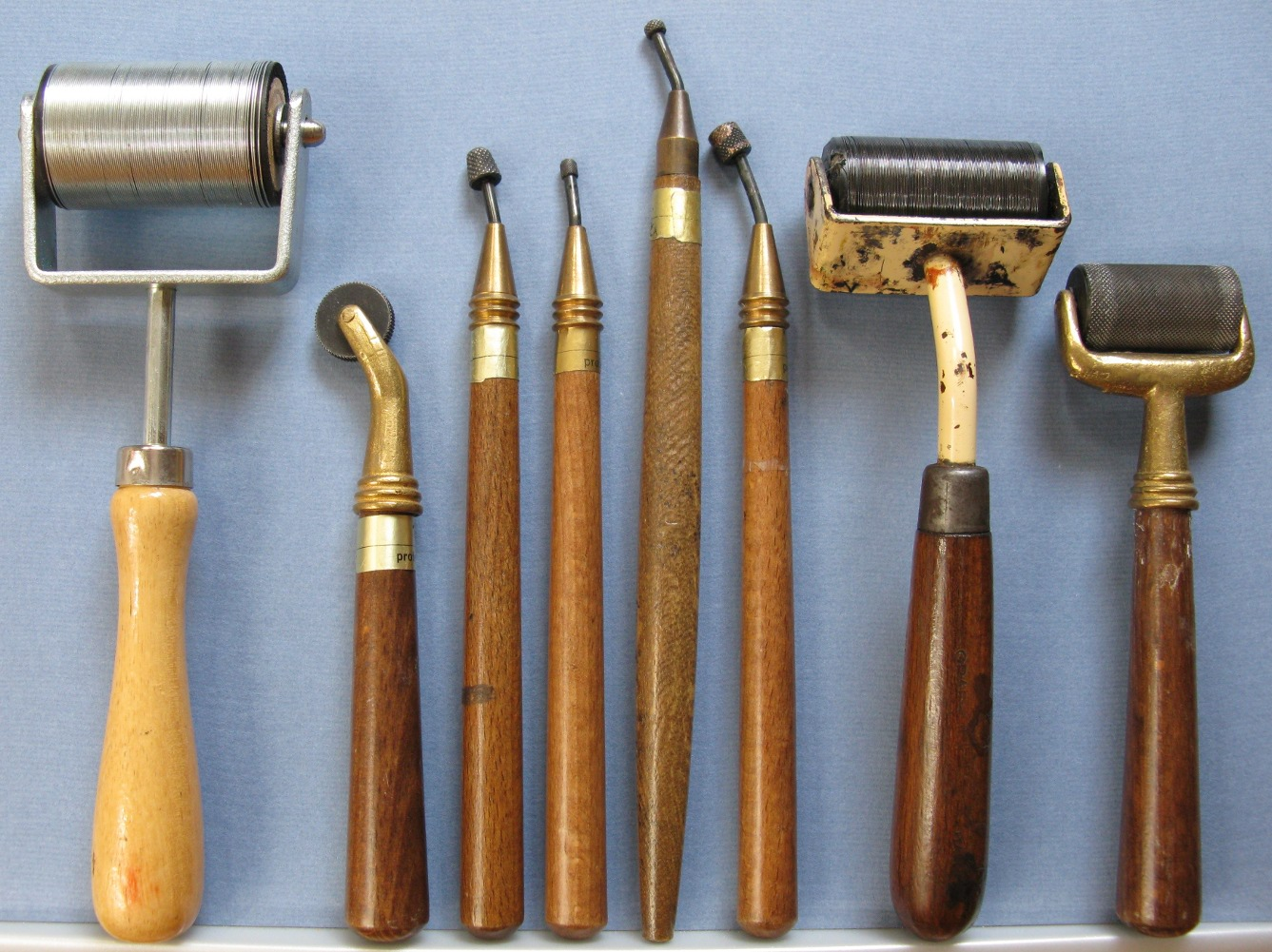
Rotelle per l'incisione calcografica.